# Neoseiulus fauveli
Neoseiulus fauveli är en spindeldjursart som först beskrevs av Athias-Henriot 1978.  Neoseiulus fauveli ingår i släktet Neoseiulus och familjen Phytoseiidae. Inga underarter finns listade i Catalogue of Life.